# 오리토요촌
오리토요촌(織豊村)은 아이치현 아이치군에 설치되었던 촌이다. 현재의 나고야시 나카무라구 서부에 해당한다.